# Източен залив
Източният залив (на английски: East Bay) е подрайон в района на залива на Сан Франциско, щата Калифорния, САЩ. Оукланд е най-големият град в Източния залив.

## Географско положение
Източният залив е подрайон разположен на източното крайбрежие на Санфранциския залив, откъдето идва и името на подрайона.

## Окръзи
Източният залив се състои от следните окръзи:
- Аламида
- Контра Коста

## Медии
Оукланд Трибюн e най-големият вестник в Източния залив.